# John Tyndall
John Tyndall, FRS, irski fizik, * 2. avgust 1820, Leighlinbridge, Grofija Carlow, Irska, † 4. december 1893, Hindhead, grofija Surrey, Anglija.
Tyndall je postal znan po svojem delu iz diamagnetizma. V letu 1862 je na Kraljevi ustanovi Velike Britanije nasledil Faradaya.